# Teuvo Kohonen

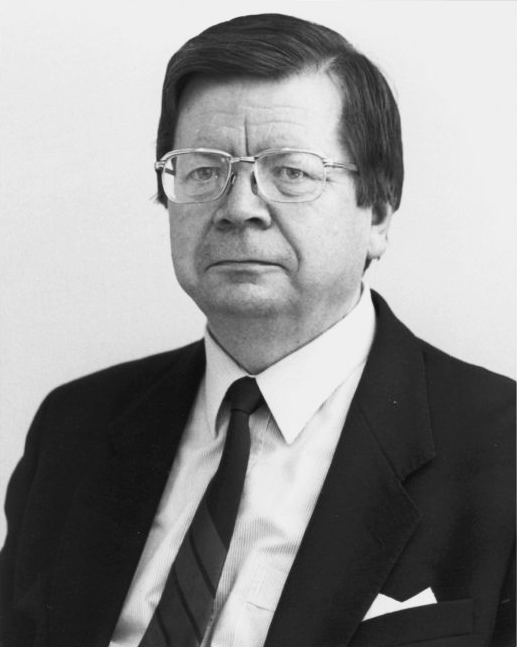
Teuvo Kohonen.

Teuvo Kalevi Kohonen (Lappeenranta, 11 juli 1934 – Espoo, 13 december 2021) was een prominente Finse academicus (dr. ing.), wetenschappelijk onderzoeker en informaticus, die gespecialiseerd was in de theorie van de neurale netwerken. Hij was als professor emeritus verbonden aan de academie van Finland.
Kohonen heeft vele bijdragen geleverd op het gebied van de theorie van de kunstmatige neurale netwerken. Daaronder zijn het LVQ-algoritme, fundamentele theorieën over gedistribueerd associatief geheugen en optimale associatieve afbeeldingen, de lerende deelruimte methode en nieuwe algoritmen voor de verwerking van symbolen, zoals redundante hash-adressering. Hij heeft verschillende boeken en meer dan 300 wetenschappelijke artikelen gepubliceerd.
Zijn beroemdste bijdrage aan de wetenschap van de neurale netwerken is de zelforganiserende kaart (ook wel bekend als de Kohonen-kaart of Kohonen-kunstmatige neurale netwerken, hoewel Kohonen zelf de voorkeur geeft aan SOM (het acroniem van Self-Organizing Map). Door de populariteit van het SOM-algoritme in veel takken van wetenschappelijk onderzoek en de vele praktische toepassingen ervan wordt Kohonen vaak beschouwd als de meest geciteerde Finse wetenschapper.
Het grootste deel van zijn carrière deed Kohonen wetenschappelijk onderzoek aan het Technische Universiteit van Helsinki (TKK). Het "Neural Networks Research Centre" van TKK, dat door de Academie van Wetenschap van Finland als centrum van uitmuntendheid was aangewezen, werd oorspronkelijk opgericht om onderzoek te doen dat gerelateerd was aan de door Teuvo Kohonen geïnitieerde innovaties. Na diens emeritaat werd het centrum geleid door Erkki Oja. Later kreeg het centrum in "Adaptive Informatics Research Centre" een nieuwe naam en werd ook de scope van het onderzoek verruimd.
Teuvo Kohonen was in de periode 1982-84 de eerste vicevoorzitter van de International Association for Pattern Recognition. Van 1991 tot 1992 was hij de eerste voorzitter van de European Neural Network Society.
Als blijk van waardering voor zijn wetenschappelijke prestaties werden aan professor Kohonen een aantal prijzen toegekend. Hieronder waren:
- IEEE Neural Networks Council Pioneer Award, 1991
- Technical Achievement Award of the IEEE Signal Processing Society, 1995
- Frank Rosenblatt Technical Field Award, 2008

Kohonen overleed op 87-jarige leeftijd in het ziekenhuis in Espoo als gevolg van postoperatieve complicaties.